# Jan de Weert
Jan de Weert (Ieper, 14e eeuw) was een Zuid-Nederlands middeleeuws hekeldichter.

## Levensloop
Jan de Weert was een inwoner van de stad Ieper in de veertiende eeuw. Het is waarschijnlijk, volgens gegevens gevonden door archivaris Lambin, dat hij lakenhandelaar was. Anderen identificeerden hem als de stadsarts.
In zijn Den Spieghel der Sonden gaf de Weert de vrije loop aan zijn satirische geest en richtte zich achtereenvolgens tegen de adel, de geestelijkheid en de burgerij. De adel kreeg er van langs vanwege zijn roofzucht, waarbij de edellieden beschuldigd werden rijke burgers verraderlijk uit hun woningen te zetten en reizende kooplieden te bestelen. De clerus werd gehekeld om zijn onkuisheid en om zijn hebzucht, die vooral tot uiting kwam bij het opstellen van testamenten. Aan de burgerij verweet hij zijn ijdelheid en pronkzucht en had ook weinig goeds te zeggen over de moraliteit van de poorters. Hij had het vooral op de burgervrouwen gemunt, die gemakkelijk tegen betaling hun lichaam ter beschikking stelden.

## Publicaties
- Wapene Rogier. Disputacie van Rogiere ende van Janne, handschrift uit 1350-1400, eerste druk in 1866.
- Die Spiegel der Sonden, naar het Munstersch Handschrift, uitgave dr J. Verdam en Maatschappij der Nederlandsche Letterkunde, Leiden, E.J. Brill. 1900.
- Spieghel der sonden of nieuwe doctrinael, uitgave J. B. Jacobs, Den Haag, Martinus Nijhof, 1915.
  - Inleiding
  - Hoofdstuk I. De schrijver en zijn gedicht.
  - Hoofdstuk II. De behandeling der stof in het Latijn en in het Middelnederlandsch.
  - Hoofdstuk III. Handschriften en wijze van uitgave.
  - Tekst van de Nieuwe Doctrinael of Spieghel van Sonden.